# Burg Baldelau
Die Burg Baldelau ist eine abgegangene Höhenburg auf etwa 700 m ü. NN bei dem Ortsteil Wasserstetten der Gemeinde Gomadingen im Landkreis Reutlingen in Baden-Württemberg.

## Lage
Die Burgstelle auf der Schwäbischen Alb liegt über dem Brunnental bei Wasserstetten, unmittelbar nördlich gegenüber der benachbarten Ruine Blankenstein, die wie „Zwillingsburgen“ wirken.

## Geschichte
Die Geschichte dieser Burg liegt bis heute völlig im Dunkeln, urkundliche Erwähnungen über sie sind nicht bekannt. 1316 sowie 1462 wurde in Urkunden die dortige Waldflur mit der Bezeichnung Baldenloch erwähnt. Eine weitere Nachricht über diese Anlage stammt aus dem Jahr 1745, damals wurde eine Burg Baldenlauh als „ein alt zerfallen Schloss“ bezeichnet.
1961 fanden inoffizielle Nachforschungen statt, bei denen im Burgbereich in 50 cm Tiefe Grundmauerreste erkannt und „unglasierte mittelalterliche Tonscherben“ gefunden werden konnten. Über den Fundverbleib ist nichts bekannt.

## Beschreibung
Von der ehemaligen, sich nördlich hoch über dem Brunnental in Spornlage befindlichen, Burganlage sind nur noch ein Halsgraben und Reste einer angrenzenden im Burgbereich liegenden Burgmauer sowie die Reste von Grundmauern erhalten. Ein Turmstelle wird vermutet.

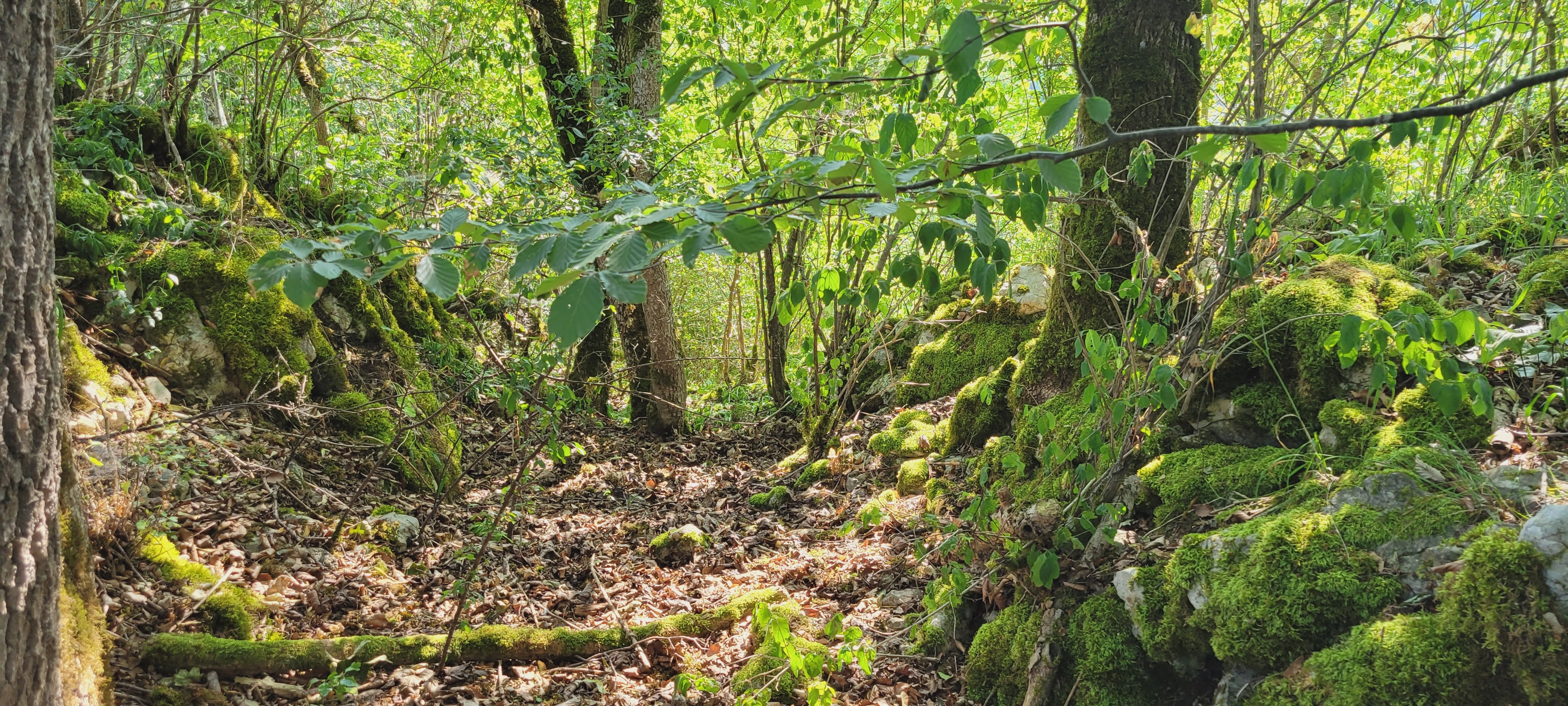
Blick in den Halsgraben, rechts Reste des Burgwalles
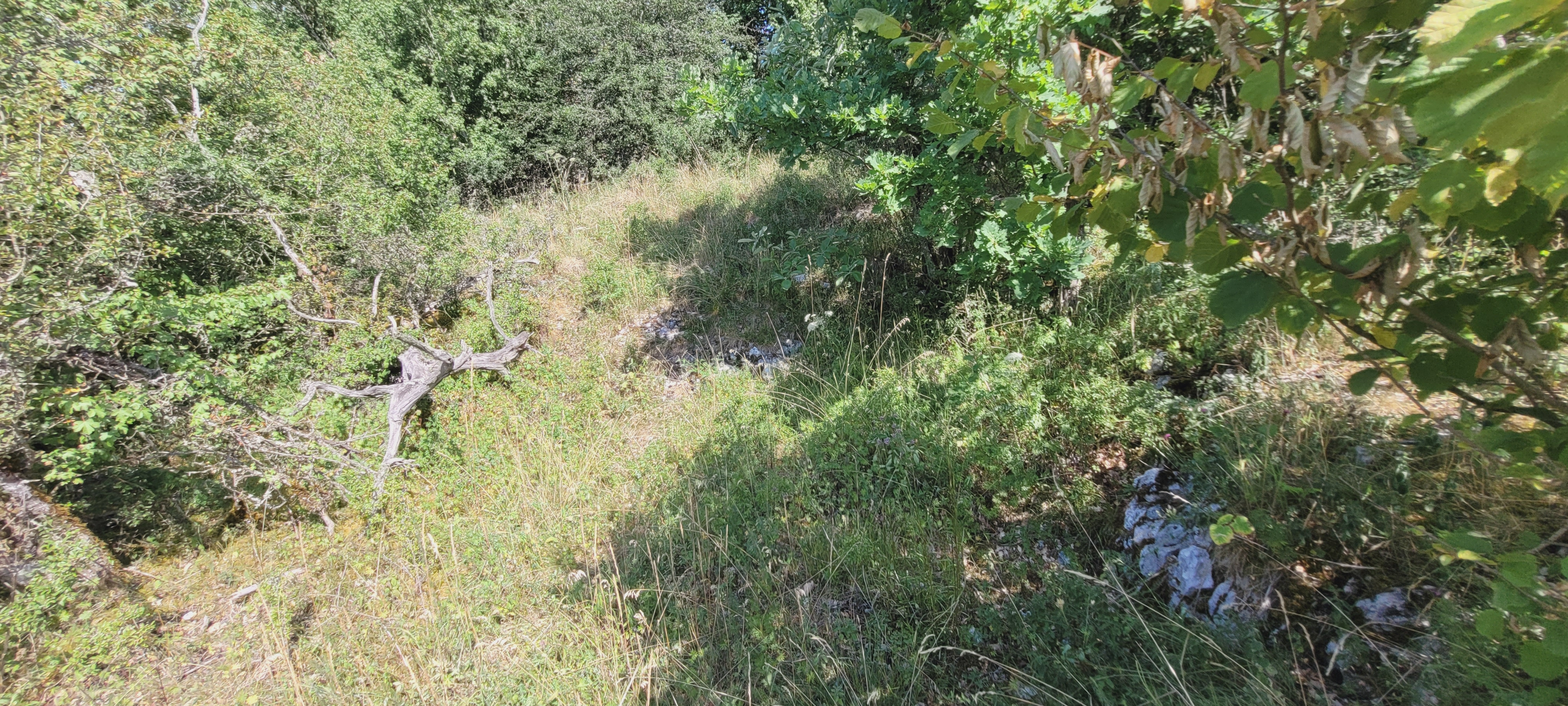
Rechts im Bild: vermutete Turmstelle
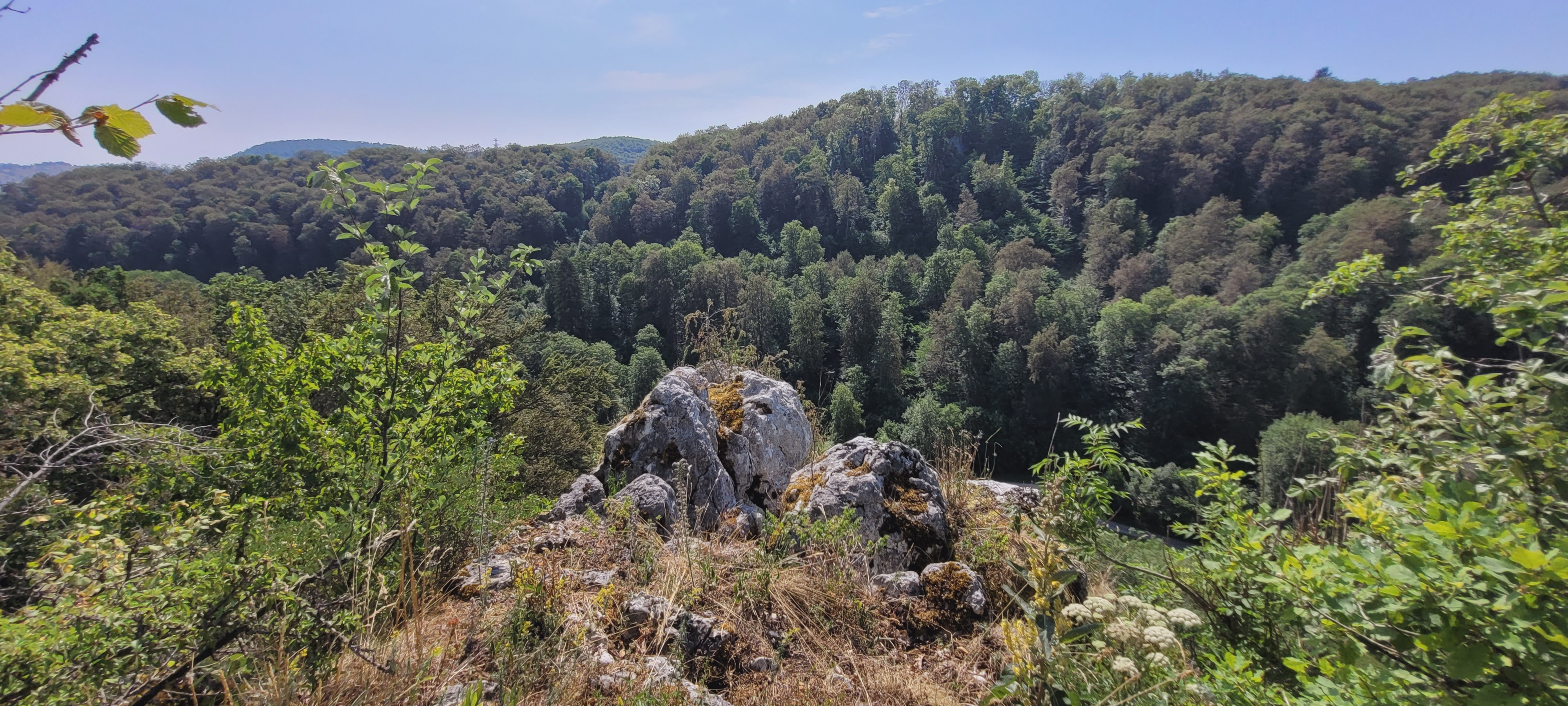
Vorderer Burgfelsen mit Talblick